# Административно-территориальное деление Рыбновского района

Рыбновский район на карте Рязанской области

Рыбновский район в рамках административно-территориального устройства включает 1 город районного значения и 12 сельских округов.
В рамках организации местного самоуправления, муниципальный район делится на 13 муниципальных образований, в том числе 1 городское и 12 сельских поселений:
- Рыбновское городское поселение (г. Рыбное)
- Алешинское сельское поселение (с. Алешня)
- Баграмовское сельское поселение (д. Баграмово)
- Батуринское сельское поселение (д. Н. Батурино)
- Вакинское сельское поселение (с. Вакино)
- Глебковское сельское поселение (п. Глебково)
- Истобниковское сельское поселение (с. Истобники)
- Кузьминское сельское поселение (с. Кузьминское)
- Пионерское сельское поселение (п. Пионерский)
- Пощуповское сельское поселение (с. Пощупово)
- Селецкое сельское поселение (с. Сельцы)
- Ходынинское сельское поселение (с. Ходынино)
- Чурилковское сельское поселение (д. Чурилково)

Город соответствует городскому поселению, сельский округ — сельскому поселению.

## Формирование муниципальных образований
В результате муниципальной реформы к 2006 году на территории 20 сельских округов было образовано 20 сельских поселений.
| Административно-территориальная единица | Населённый пункт     | Муниципальное образование          |
| --------------------------------------- | -------------------- | ---------------------------------- |
| Алешинский сельский округ               | Алешня               | Алешинское сельское поселение      |
| Алешинский сельский округ               | Булыгино             | Алешинское сельское поселение      |
| Алешинский сельский округ               | Желчино              | Алешинское сельское поселение      |
| Алешинский сельский округ               | Зеленино             | Алешинское сельское поселение      |
| Алешинский сельский округ               | Красный посёлок      | Алешинское сельское поселение      |
| Алешинский сельский округ               | Лужки                | Алешинское сельское поселение      |
| Алешинский сельский округ               | Ногино               | Алешинское сельское поселение      |
| Алешинский сельский округ               | Покровка             | Алешинское сельское поселение      |
| Баграмовский сельский округ             | Баграмово            | Баграмовское сельское поселение    |
| Баграмовский сельский округ             | Валищево             | Баграмовское сельское поселение    |
| Баграмовский сельский округ             | Войнюково            | Баграмовское сельское поселение    |
| Баграмовский сельский округ             | Горяйново            | Баграмовское сельское поселение    |
| Баграмовский сельский округ             | Зеленинские Дворики  | Баграмовское сельское поселение    |
| Баграмовский сельский округ             | Ларино               | Баграмовское сельское поселение    |
| Баграмовский сельский округ             | Мантурово            | Баграмовское сельское поселение    |
| Батуринский сельский округ              | Выселки              | Батуринское сельское поселение     |
| Батуринский сельский округ              | Высокое              | Батуринское сельское поселение     |
| Батуринский сельский округ              | Нагорное             | Батуринское сельское поселение     |
| Батуринский сельский округ              | Новое Батурино       | Батуринское сельское поселение     |
| Батуринский сельский округ              | Старое Батурино      | Батуринское сельское поселение     |
| Батуринский сельский округ              | Старое Веселево      | Батуринское сельское поселение     |
| Большежоковский сельский округ          | Бариново             | Большежоковское сельское поселение |
| Большежоковский сельский округ          | Бойчицы              | Большежоковское сельское поселение |
| Большежоковский сельский округ          | Большое Жоково       | Большежоковское сельское поселение |
| Большежоковский сельский округ          | Бортники             | Большежоковское сельское поселение |
| Большежоковский сельский округ          | Железницкие Выселки  | Большежоковское сельское поселение |
| Большежоковский сельский округ          | Железницы            | Большежоковское сельское поселение |
| Большежоковский сельский округ          | Малое Жоково         | Большежоковское сельское поселение |
| Большежоковский сельский округ          | Синьково             | Большежоковское сельское поселение |
| Большежоковский сельский округ          | Ситьково             | Большежоковское сельское поселение |
| Большежоковский сельский округ          | Тайчины              | Большежоковское сельское поселение |
| Большежоковский сельский округ          | Филиппово            | Большежоковское сельское поселение |
| Большежоковский сельский округ          | Чернеево             | Большежоковское сельское поселение |
| Вакинский сельский округ                | Вакино               | Вакинское сельское поселение       |
| Вакинский сельский округ                | Ивашково             | Вакинское сельское поселение       |
| Глебковский сельский округ              | Глебково             | Глебковское сельское поселение     |
| Глебковский сельский округ              | Дивово               | Глебковское сельское поселение     |
| Глебковский сельский округ              | Срезнево             | Глебковское сельское поселение     |
| Истобниковский сельский округ           | Голенькино           | Истобниковское сельское поселение  |
| Истобниковский сельский округ           | Истобники            | Истобниковское сельское поселение  |
| Истобниковский сельский округ           | Летово               | Истобниковское сельское поселение  |
| Истобниковский сельский округ           | Романцево            | Истобниковское сельское поселение  |
| Истобниковский сельский округ           | Сидоровка            | Истобниковское сельское поселение  |
| Истобниковский сельский округ           | Шишкино              | Истобниковское сельское поселение  |
| Козловский сельский округ               | Житово               | Козловское сельское поселение      |
| Козловский сельский округ               | Ильинское            | Козловское сельское поселение      |
| Козловский сельский округ               | Козицино             | Козловское сельское поселение      |
| Козловский сельский округ               | Козловка             | Козловское сельское поселение      |
| Козловский сельский округ               | Костенково           | Козловское сельское поселение      |
| Козловский сельский округ               | Фурсово              | Козловское сельское поселение      |
| Козловский сельский округ               | Юркино               | Козловское сельское поселение      |
| Комсомольский сельский округ            | Богословка           | Комсомольское сельское поселение   |
| Комсомольский сельский округ            | Борисовское          | Комсомольское сельское поселение   |
| Комсомольский сельский округ            | Комсомольский        | Комсомольское сельское поселение   |
| Комсомольский сельский округ            | Крупники             | Комсомольское сельское поселение   |
| Комсомольский сельский округ            | Малышево             | Комсомольское сельское поселение   |
| Комсомольский сельский округ            | Требушки             | Комсомольское сельское поселение   |
| Комсомольский сельский округ            | Щекотово             | Комсомольское сельское поселение   |
| Кузьминский сельский округ              | Аксеново             | Кузьминское сельское поселение     |
| Кузьминский сельский округ              | Данилово             | Кузьминское сельское поселение     |
| Кузьминский сельский округ              | Иванчино             | Кузьминское сельское поселение     |
| Кузьминский сельский округ              | Константиново        | Кузьминское сельское поселение     |
| Кузьминский сельский округ              | Кузьминское          | Кузьминское сельское поселение     |
| Марковский сельский округ               | Аблово               | Марковское сельское поселение      |
| Марковский сельский округ               | Ахмылово             | Марковское сельское поселение      |
| Марковский сельский округ               | Бортное              | Марковское сельское поселение      |
| Марковский сельский округ               | Волынь               | Марковское сельское поселение      |
| Марковский сельский округ               | Елизаветинка         | Марковское сельское поселение      |
| Марковский сельский округ               | Зубово               | Марковское сельское поселение      |
| Марковский сельский округ               | Марково              | Марковское сельское поселение      |
| Марковский сельский округ               | Подлуг               | Марковское сельское поселение      |
| Марковский сельский округ               | Путково              | Марковское сельское поселение      |
| Марковский сельский округ               | Слобода              | Марковское сельское поселение      |
| Новосельский сельский округ             | Новосёлки            | Новосельское сельское поселение    |
| Пальновский сельский округ              | Глебово-Городище     | Пальновское сельское поселение     |
| Пальновский сельский округ              | Пальные              | Пальновское сельское поселение     |
| Пальновский сельский округ              | Свистово             | Пальновское сельское поселение     |
| Пионерский сельский округ               | Бараково             | Пионерское сельское поселение      |
| Пионерский сельский округ               | Большое Алешино      | Пионерское сельское поселение      |
| Пионерский сельский округ               | Верейкино            | Пионерское сельское поселение      |
| Пионерский сельский округ               | Калиновка            | Пионерское сельское поселение      |
| Пионерский сельский округ               | Качаново             | Пионерское сельское поселение      |
| Пионерский сельский округ               | Китаево              | Пионерское сельское поселение      |
| Пионерский сельский округ               | Клишино              | Пионерское сельское поселение      |
| Пионерский сельский округ               | Малое Алешино        | Пионерское сельское поселение      |
| Пионерский сельский округ               | Петровское           | Пионерское сельское поселение      |
| Пионерский сельский округ               | Пионерский           | Пионерское сельское поселение      |
| Пионерский сельский округ               | Сапково              | Пионерское сельское поселение      |
| Пионерский сельский округ               | Сливково             | Пионерское сельское поселение      |
| Пионерский сельский округ               | Токарево             | Пионерское сельское поселение      |
| Пионерский сельский округ               | Ходяйново            | Пионерское сельское поселение      |
| Пощуповский сельский округ              | Костино              | Пощуповское сельское поселение     |
| Пощуповский сельский округ              | Кривоносово          | Пощуповское сельское поселение     |
| Пощуповский сельский округ              | Кудашево             | Пощуповское сельское поселение     |
| Пощуповский сельский округ              | Медведево            | Пощуповское сельское поселение     |
| Пощуповский сельский округ              | Окаемово             | Пощуповское сельское поселение     |
| Пощуповский сельский округ              | Пощупово             | Пощуповское сельское поселение     |
| Пощуповский сельский округ              | Ромоданово           | Пощуповское сельское поселение     |
|                                         | Рыбное               | Рыбновское городское поселение     |
| Селецкий сельский округ                 | Сельцы               | Селецкое сельское поселение        |
| Федякинский сельский округ              | Раменки              | Федякинское сельское поселение     |
| Федякинский сельский округ              | Федякино             | Федякинское сельское поселение     |
| Федякинский сельский округ              | Чешуево              | Федякинское сельское поселение     |
| Ходынинский сельский округ              | Городище             | Ходынинское сельское поселение     |
| Ходынинский сельский округ              | Перекаль             | Ходынинское сельское поселение     |
| Ходынинский сельский округ              | Ходынино             | Ходынинское сельское поселение     |
| Чурилковский сельский округ             | Бражкино             | Чурилковское сельское поселение    |
| Чурилковский сельский округ             | Демидово             | Чурилковское сельское поселение    |
| Чурилковский сельский округ             | З-да «Ветзоотехника» | Чурилковское сельское поселение    |
| Чурилковский сельский округ             | Старолетово          | Чурилковское сельское поселение    |
| Чурилковский сельский округ             | Чемрово              | Чурилковское сельское поселение    |
| Чурилковский сельский округ             | Чурилково            | Чурилковское сельское поселение    |
| Чурилковский сельский округ             | Шушпаново            | Чурилковское сельское поселение    |
| Шехминский сельский округ               | Шехмино              | Шехминское сельское поселение      |

В 2014 году были упразднены Большежоковское, Комсомольское сельские поселения (включены в Пионерское сельское поселение), Федякинское (включено в Вакинское сельское поселение), Шехминское (включено в Селецкое сельское поселение).
В 2015 году были упразднены  сельские поселения: Пальновское (включено в Алешинское сельское поселение); Козловское (включено в Батуринское сельское поселение); Марковское (включено в Истобниковское сельское поселение); Новосельское (включено в Пощуповское сельское поселение).